# Piazza Sedile

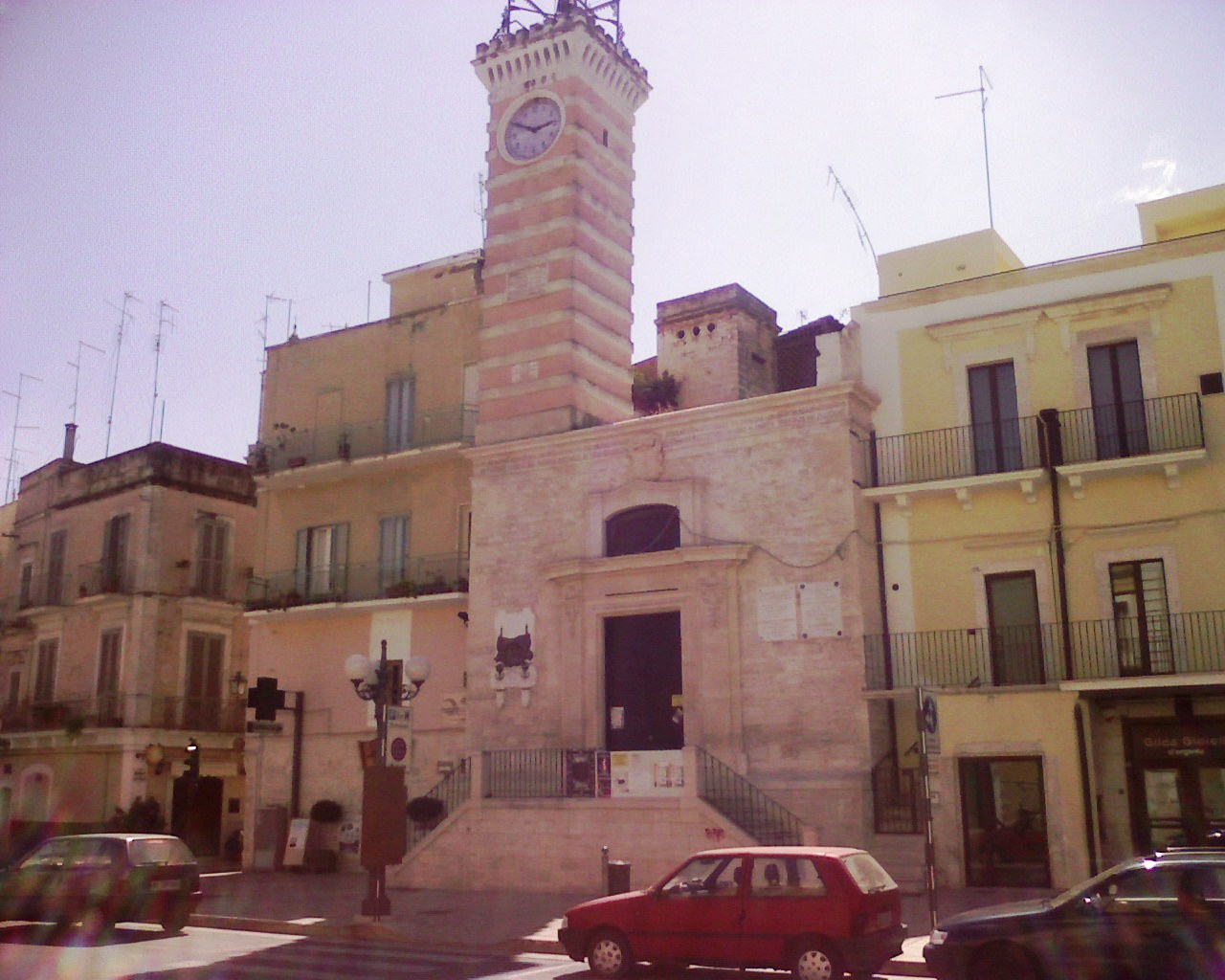
La Sala del Sedile dei Nobili, forse il palazzo più rappresentativo modugnese

Piazza Sedile è la piazza principale di Modugno in provincia di Bari, situata ad est del centro storico. La piazza, di origine settecentesca, trae il proprio nome dal “Seggio dei Nobili”, luogo in cui l'aristocrazia locale, per lo più trasferitasi a Modugno quando il centro era ducato sforzesco, eleggeva i propri rappresentanti e prendeva le decisioni per l'indirizzo politico della comunità. 
Sino all'abbattimento delle mura cittadine nel 1821, la piazza era chiamata Largo Purgatorio, dal nome dell'omonima chiesa che vi si affaccia. Con la creazione della strada consolare Bari-Altamura (oggi via Roma e corso Vittorio Emanuele) al largo Purgatorio fu congiunto il largo Sedile e il perimetro della piazza fu ridefinito. Per molto tempo rimase poco curata e divenne luogo di ristagno di acque reflue. Tra il 1863 e il 1879 venne sistemata e bonificata. Durante il periodo fascista, prese il nome di Piazza Impero
La piazza, nonostante le numerose modifiche nel corso della storia di Modugno, conserva una struttura armonica, dove i palazzi ottocenteschi (Palazzo Crispo e Palazzo Zanchi-Giampaolo) hanno misure proporzionate con le strutture precedenti già presenti nella piazza (Sala del Sedile dei Nobili, Chiesa del Purgatorio, Palazzo Scarli, Palazzo Angarano-Maranta, Palazzo Parmigiani-De Sario).